# Tadeusz Reyman
Tadeusz Reyman (ur. 6 listopada 1899 w Przeworsku, zm. 7 kwietnia 1955 w Krakowie) – historyk, archeolog, muzealnik, w latach 1937-1955 dyrektor Muzeum Archeologicznego w Krakowie.

## Życiorys
Urodził się 6 listopada 1899 w Przeworsku. Podjął studia historyczne na Uniwersytecie Jagiellońskim. W 1928 uzyskał doktorat z historii. W 1922 objął asystenturę przy Włodzimierzu Demetrykiewiczu. Po jego śmierci w 1937 został dyrektorem Muzeum Archeologicznego w Krakowie. Funkcję tę pełnił aż do śmierci. W 1947 habilitował się na UJ w zakresie muzealnictwa archeologicznego. Zmarł 7 kwietnia 1955 w Krakowie.